# Navi da guerra ellenistiche

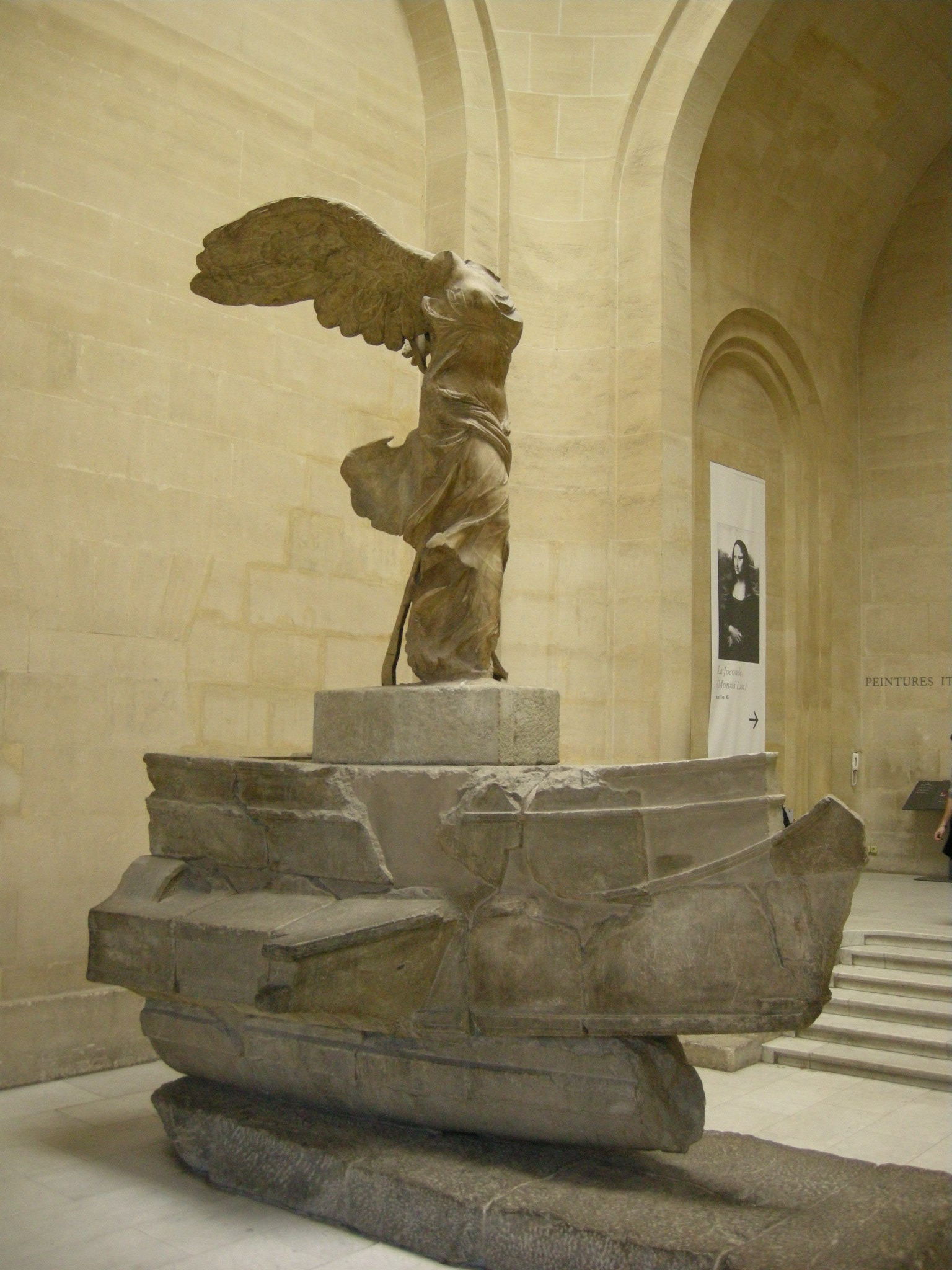
Nike di Samotracia in piedi sulla prua di una nave da guerra a remi, molto probabilmente una trihemiolia.

Dal IV secolo a.C. in poi, apparvero nel Mar Mediterraneo nuovi tipi di navi da guerra  a remi, che andarono a sostituire le trireme e trasformarono profondamente la guerra navale. Le navi divennero sempre più grandi e pesanti, comprese alcune delle più grandi navi di legno fino ad allora costruite. Questi sviluppi avvennero nell'ellenistico Vicino Oriente, ma anche in larga misura condivisi dalle potenze navali del Mediterraneo occidentale, in particolare Cartagine e la Repubblica romana. Mentre i ricchi  regni dei Diadochi, in Oriente, costruivano enormi navi da guerra ("polireme"), Cartagine e Roma, nell'intenso antagonismo navale durante le guerre puniche, facevano affidamento principalmente su navi di medie dimensioni. Allo stesso tempo, le potenze navali più piccole impiegavano una serie di imbarcazioni piccole e veloci, che erano usate anche dagli onnipresenti pirati. Dopo l'istituzione della completa egemonia romana nel Mediterraneo, a seguito della Battaglia di Azio, il nascente Impero romano non dovette affrontare grosse minacce navali. Nel I secolo dell'era volgare, le navi da guerra più grandi furono mantenute solo come ammiraglie e gradualmente soppiantate dalla leggere  liburne fino a quando, dalla Tarda antichità, la conoscenza della loro costruzione andò persa.

## Terminologia
La maggior parte delle navi da guerra dell'epoca si distinguevano per i loro nomi, che erano composti da un numero e un suffisso. Da qui deriva il termine quinquereme dal latino quīnquerēmis e l'equivalente greco πεντήρης (pentḗrēs). Entrambi sono composti caratterizzati da un prefisso che significa "cinque": latino  quīnque e greco antico πέντε (pénte). Il suffisso romano è rēmus, "remo": da cui "cinque-remi". Poiché la nave non può avere avuto solo cinque remi, la parola deve essere una figura retorica che significa qualcos'altro. Ci sono molte possibilità. -ηρης si trova solo come suffisso e deriva da ἐρέσσω (eréssō), "(Io) remo". Poiché "vogatore" è ἐρέτης (erétēs) e "remo" è ἐρετμόν (eretmón), -ērēs non significa nessuna delle due cose ma, essendo basato sul verbo, deve significare "remare". Qualunque cosa significasse originariamente il "cinque remi" o "cinque file" è andata persa assieme alla conoscenza della costruzione, ed è, dal V secolo in poi, una questione molto dibattuta. 

## Evoluzione del disegno
Nelle grandi guerre del V secolo a.C., come le guerre persiane e le guerre peloponnesiche, la trireme era il tipo più pesante di nave da guerra utilizzato dalle marine del Mediterraneo. La trireme (greco: τρῐήρης (triḗrēs), "tre-rematori") era azionata da tre banchi di remi, con un rematore per ciascuno di essi. All'inizio del IV secolo a.C., tuttavia, iniziarono ad apparire varianti della trireme: l'invenzione della quinquereme (greco: πεντήρης (pentḗrēs), "cinque-rematori") e la esareme (greco: hexērēs, "sei rematori") è accreditata, dallo storico Diodoro Siculo, al tiranno Dionisio I di Siracusa, mentre la quadrireme (greco: tetrērēs, "quattro rematori") è stata accreditata, da Aristotele, ai cartaginesi.

### Sistema dei remi

Raffigurazione della posizione dei vogatori in tre diversi livelli (dall'alto: "thranitai", "zygitai" e "thalamitai") in una trireme greca.

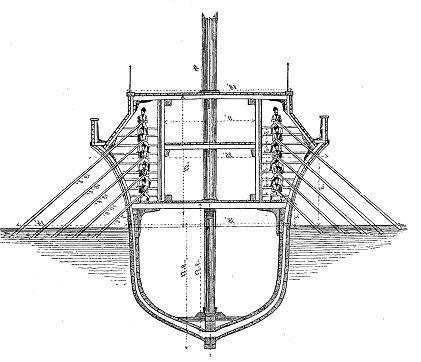
Interpretazione ottocentesca del sistema di remi delle quinquereme, con cinque livelli di remi.

Si sa con certezza molto meno sulla costruzione e l'aspetto di queste navi rispetto alle trireme. Le prove letterarie sono frammentarie e altamente selettive e le prove pittoriche poco chiare. Il fatto che la trireme avesse tre livelli di remi (trikrotos naus) portò gli storici medievali, molto tempo dopo che le specifiche della loro costruzione erano andate perdute, a ipotizzare che il design dei "quattro", dei "cinque" e delle altre navi successive avrebbero proceduto logicamente, cioè che la quadrireme avrebbe avuto quattro file di remi, la quinquereme cinque, ecc. Tuttavia, l'eventuale comparsa di polireme più grandi ("sei" e più tardi "sette", "otto", "nove", "dieci", e anche un massiccio "tessarakonteres" (quaranta), rese questa teoria non plausibile. Di conseguenza, durante il Rinascimento e fino al XIX secolo, si credette che il sistema di voga della trireme e delle sue discendenti fosse simile al sistema "alla sensile" delle galee contemporanee, comprendente più remi su ogni livello, azionati da un rematore ciascuno. Gli studiosi del XX secolo hanno smentito questa teoria e stabilito che le antiche navi da guerra avevano remi a diversi livelli, con tre che erano il limite pratico massimo. I numeri più alti di "quattro", "cinque", ecc. sono stati quindi interpretati come riflettenti il numero di file di rematori su ciascun lato della nave, e non un numero maggiore di file di remi.
La teoria più comune sulla disposizione dei vogatori nei nuovi tipi di nave è quella del "doppio-banco", cioè che la quadrireme era stata derivata da una bireme (nave da guerra con due file di remi) ponendo due rematori su ogni remo, la quinquereme da una trireme ponendo due rematori sui due livelli più alti (il "thranitai" e "zygitai", secondo la terminologia greca), e la successiva esareme ponendo due rematori su ogni livello. Altre interpretazioni delle quinquereme portano ad ipotizzare una nave da guerra bireme con tre e due rematori sulle sponde del remo superiore e inferiore, o anche una monoreme (nave da guerra con un solo livello di remi) con cinque rematori. La teoria del "doppio banco" è supportata dal fatto che le quinqueremi del IV secolo a.C. erano alloggiate negli stessi capannoni delle trireme, e dovevano quindi avere una larghezza simile (circa 4,8 metri), che si adatta all'idea di una progressione evolutiva da un tipo all'altro.
Le ragioni dell'evoluzione delle polireme non sono molto chiare. L'argomento più spesso considerato è quello della mancanza di manodopera qualificata: la trireme era essenzialmente una nave costruita per lo speronamento, e le tattiche di speronamento di successo dipendevano principalmente dal mantenimento costante di un equipaggio di rematori altamente addestrato, qualcosa che pochi stati, a parte  Atene con la sua  democrazia radicale, avevano i fondi o la struttura sociale per fare. L'uso di un maggior numero di rematori riduceva il numero di uomini così altamente addestrati necessari per ogni equipaggio: solo il vogatore sulla punta del remo doveva essere sufficientemente addestrato, e poteva quindi guidare gli altri, che si limitavano a fornire ulteriore forza motrice. Questo sistema era in uso anche nelle galee rinascimentali, con le prove di antichi equipaggi che continuavano ad essere accuratamente addestrati dai loro comandanti. L'aumento del numero di rematori richiedeva anche uno scafo più ampio, che da un lato riduceva la velocità delle navi, ma dall'altro offriva diversi vantaggi: le navi più grandi potevano essere rinforzate per resistere meglio agli speronamenti, mentre lo scafo più largo aumentava la capacità di trasportare un maggior numero di marinai, e anche macchine da guerra come catapulte. I ponti di queste navi erano anche più alti sopra la linea di galleggiamento, mentre il loro raggio maggiore offriva loro maggiore stabilità. Questo era un fatto importante in un'epoca in cui gli scontri navali erano sempre più decisi non dallo speronamento ma da azione di abbordaggio tecnicamente meno impegnative. Secondo Lionel Casson le quinquereme usate dai romani nelle guerre puniche del III secolo a.C. avrebbero potuto essere delle monoreme (cioè, con un livello e cinque vogatori su ogni remo), essendo così in grado di trasportare il grande contingente di 120 marinai attestato per la Battaglia di Capo Ecnomo.
Spiegazioni alternative per il passaggio a navi più grandi sono fornite da Murray: inizialmente le navi più grandi erano considerate desiderabili, perché erano in grado di sopravvivere a un impegno di speronamento di prua, che consentiva una maggiore flessibilità tattica rispetto alle navi più vecchie e più piccole che erano limitate allo speronamento laterale. Una volta che le navi più grandi erano diventate molto comuni, dimostrarono la loro utilità nelle operazioni di assedio contro le città costiere, come nell'assedio di Tiro da parte di Alessandro Magno, così come in numerosi altri assedi effettuati dai suoi successori, come l'assedio di Rodi da parte di Demetrio Poliorcete.

### Costruzione

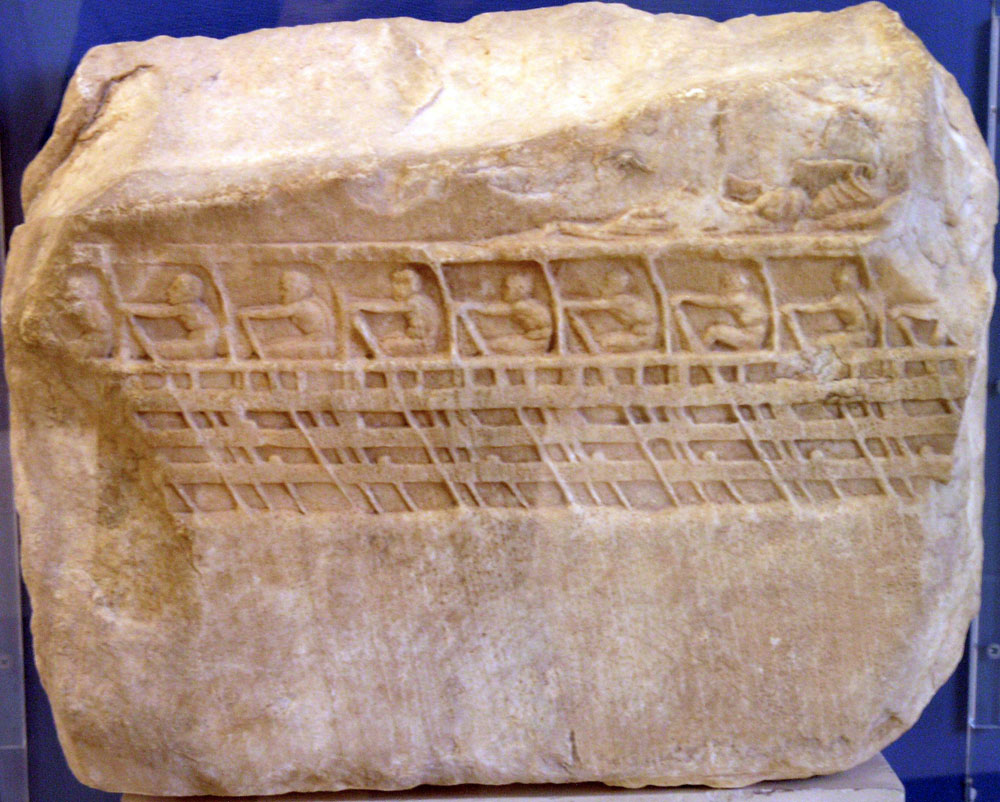
Rilievo Lenormant, dall'Acropoli di Atene, raffigurante i vogatori di una trireme ateniese, circa 410 a.C. Ritrovato nel 1852, è una delle principali testimonianze pittoriche della disposizione della trireme.

C'erano due principali tradizioni di progettazione di navi nel Mediterraneo; quella greca e quella punica (fenicio/cartaginese), che fu successivamente copiata dai Romani. Come esemplificato nella trireme, i greci erano soliti proiettare il livello superiore dei remi attraverso un bilancere (parexeiresia), mentre la successiva tradizione punica accresceva la nave, e aveva tutti e tre i livelli di remi che sporgevano direttamente dallo scafo lateralmente.
Sulla base delle prove iconografiche delle monete, Morrison e Coates hanno determinato che le trireme puniche nel V e all'inizio del IV secolo a.C. erano in gran parte simili alle loro controparti greche, molto probabilmente incluso un bilancere per stabilizzare l'imbarcazione. Dalla metà del IV secolo, tuttavia, all'incirca nel periodo in cui la quinquereme fu introdotta in Fenicia, si hanno prove di navi senza stabilizzatori. Ciò avrebbe richiesto una diversa disposizione dei remi, con il livello intermedio posizionato più verso l'interno, così come una diversa costruzione dello scafo, con i ponti laterali attaccati ad esso. Dalla metà del III secolo a.C. in poi, i "cinque" cartaginesi mostravano una "cassetta dei rematori" separata che conteneva i vogatori e che era attaccata allo scafo principale. Questo sviluppo del modello precedente comportò ulteriori modifiche, il che significa che i vogatori sarebbero stati posizionati sopra il ponte e essenzialmente allo stesso livello. Ciò avrebbe consentito di rafforzare lo scafo e aumentare la capacità di carico dei materiali di consumo, oltre a migliorare le condizioni di ventilazione dei vogatori, un fattore particolarmente importante per mantenere la loro resistenza e quindi migliorare la velocità mantenibile della nave. Non è chiaro, tuttavia, se questo disegno fosse applicato a navi da guerra più pesanti, e sebbene i romani copiassero il modello punico per le loro quinquereme, vi sono ampie prove iconografiche di navi da guerra equipaggiate con bilancieri utilizzate fino al tardo  periodo imperiale.
Nella Spedizione ateniese in Sicilia del 415–413 a.C., divenne evidente che i rematori al livello più elevato, i "thranitai", delle trireme ateniesi "aphract" (non corazzate e non armate) erano vulnerabili agli attacchi di frecce e catapulte. Data l'importanza delle azioni di abbordaggio ravvicinato negli anni successivi, le navi erano costruite come navi "catafratte", con uno scafo chiuso a protezione dei rematori, e un ponte completo in grado di trasportare marinai e catapulte.

## Navi pesanti

### Quadrireme
Plinio il Vecchio riporta che Aristotele ascrisse l'invenzione delle quadrireme (in latino quadriremis; in greco τετρήρης?, tetrērēs) ai cartaginesi. Sebbene la data esatta non sia nota, è molto probabile che il modello sia stato sviluppato nella seconda metà del IV secolo a.C. La loro prima apparizione attestata è all'Assedio di Tiro da parte di Alessandro Magno nel 332 a.C., e pochi anni dopo compaiono nelle liste navali superstiti di Atene. Nel periodo successivo alla morte di Alessandro (323 a.C.), la quadrireme si dimostrò molto popolare: gli Ateniesi progettarono di costruire 200 di queste navi e 90 delle 240 navi della flotta di Antigono I Monoftalmo erano "a quattro remi". Successivamente, la quadrireme fu favorita come la principale nave da guerra della marina di Rodi, l'unica forza navale professionale nel Mediterraneo orientale. Nella Battaglia di Nauloco, nel 36 a.C., le "quattro" erano il tipo di nave più comune schierato dalla flotta di Sesto Pompeo, e diverse navi di questo tipo sono registrate nelle due flotte pretoriane della  Marina romana imperiale. 
È noto da riferimenti, sia della seconda guerra punica che della Battaglia di Milazzo, che la quadrireme aveva due livelli di rematori, ed era quindi inferiore alla quinquereme, pur avendo circa la stessa larghezza (circa 5,6 metri). Il suo dislocamento doveva essere di circa 60 tonnellate e la sua capacità di carico di 75 marinai. Era particolarmente apprezzata per la sua grande velocità e manovrabilità, mentre il suo pescaggio relativamente basso la rendeva ideale per le operazioni costiere. La "quattro" era classificata dai romani come una "nave maggiore" ("maioris formae"), ma come nave leggera, che operava al fianco delle triremi, nelle marine dei principali regni ellenistici come l'Egitto tolemaico.

### Quinquereme

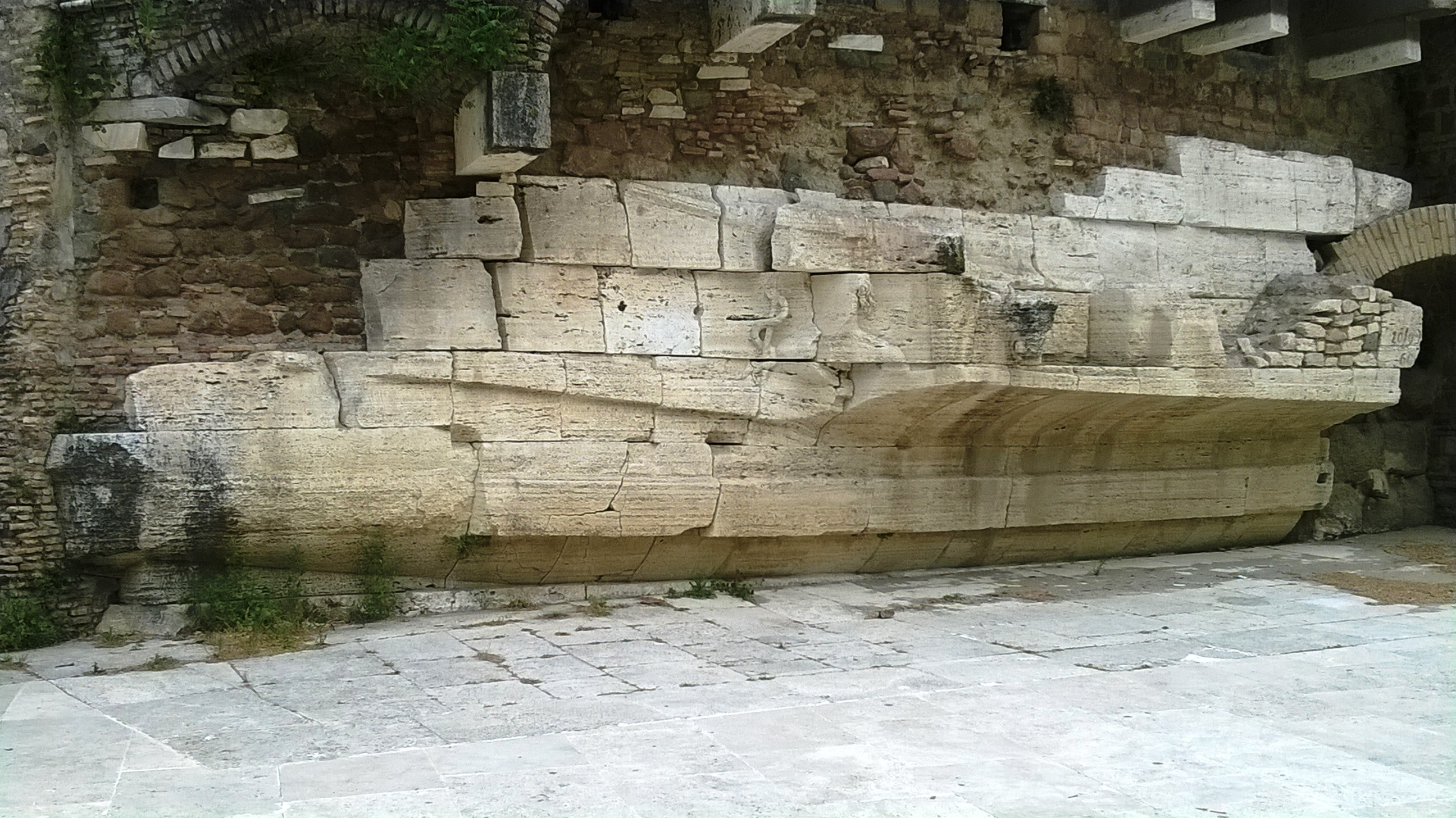
La prua dell'Isola Tiberina a Roma, secondo Coates, raffigura una "cinque" o "sei" di tipo greco, mentre secondo Murray, è un "cinque".

Forse la più famosa delle navi da guerra di epoca ellenistica, per il suo ampio uso da parte di Cartaginesi e Romani, fu la quinquereme (latino: quīnquerēmis; in greco πεντήρης?, pentērēs) inventata dal tiranno di Siracusa, Dionisio I nel 399 a.C., come parte di un importante programma di armamento navale diretto contro i Cartaginesi. Durante la maggior parte del IV secolo a.C., le "cinque" erano il tipo più pesante di nave da guerra, e spesso utilizzate come ammiraglie di flotte composte da trireme e quadrireme. Sidone le aveva nel 351 a.C., e Atene ne mise in mare alcune nel 324 a.C.
Nel Mediterraneo orientale furono sostituite, come navi più pesanti, dalle massicce polireme che iniziarono ad apparire negli ultimi due decenni del IV secolo a.C., ma nell'occidente rimasero il pilastro della marina cartaginese. Quando la Repubblica romana, che fino a quel momento mancava di una flotta significativa, fu coinvolta nella prima guerra punica con Cartagine, il Senato romano decise di costruire una flotta di 100 quinquereme e 20 trireme. Secondo Polibio, i romani sequestrarono una quinquereme cartaginese naufragata e la usarono come modello per le proprie navi, ma si afferma che le copie romane erano più pesanti delle navi cartaginesi, che erano costruite meglio. Le quinquereme furono il cavallo di battaglia delle flotte romana e cartaginese durante i loro conflitti, sebbene siano menzionate anche "quattro" e "tre". In effetti, questo tipo di nave era così onnipresente che Polibio lo usa come abbreviazione per "nave da guerra" in generale.
Secondo Polibio, nella Battaglia di Capo Ecnomo, le quinquereme romane trasportavano un equipaggio totale di 420 uomini, 300 dei quali erano rematori, e gli altri marinai. Lasciando da parte un equipaggio di coperta di 20 uomini, e accettando il modello 2–2–1 dei rematori, la quinquereme avrebbe avuto 90 remi per lato e 30 file di rematori. Le quinquereme completamente attrezzate potevano trasportare anche un numero di marinai che andava da 70 a 120, per un equipaggio totale di circa 400 uomini. Una "cinque" era lunga circa 45 metri, aveva un dislocamento di circa 100 tonnellate, era larga circa 5 metri alla linea di galleggiamento e aveva il ponte ad un livello di circa 3 metri sul livello del mare. Polibio scrisse che la quinquireme era superiore alla vecchia trireme, che fu mantenuta in servizio in numero significativo da molte marine minori. I resoconti di Tito Livio e Diodoro Siculo mostrano anche che le "cinque", essendo più pesanti, si comportavano meglio delle trireme in caso di maltempo.

### Esareme
Le esareme o seiremi (in latino hexēris; in greco ἑξήρης?, hexērēs) secondo gli storici antichi, Plinio il Vecchio e Claudio Eliano, vennero inventate a Siracusa. Le "sei" erano certamente presenti nella flotta di Dionisio II di Siracusa, ma potrebbero essere state inventate negli ultimi anni di regno di suo padre, Dionisio I. Erano più rare delle navi più piccole e nelle fonti appaiono principalmente come ammiraglie: nella battaglia di Capo Ecnomo, i due consoli romani avevano ciascuno una esareme, Tolomeo XII ne aveva una come sua ammiraglia personale, così come Sesto Pompeo. Alla battaglia di Azio le esareme erano presenti in entrambe le flotte, ma con una notevole differenza: mentre nella flotta di Ottaviano erano le navi più grandi, in quella di Marco Antonio erano le seconde più piccole, dopo le quinquereme. Una singola esareme, la Ops, viene successivamente citata come la nave più pesante in servizio nella pretoriana  Flotta di Miseno.
L'esatta disposizione dei remi dell'esareme non è chiara. Se si fosse evoluta naturalmente dai progetti precedenti, sarebbe stata una trireme con due rematori per remo; l'alternativa meno probabile è che avesse due livelli con tre rematori ciascuno. Rapporti sulle "sei" usate durante le guerre civili romane del I secolo a.C. indicano che erano di altezza simile alle quinquereme e avevano la presenza di torri sul ponte in quanto fungevano da nave ammiraglia per Marco Giunio Bruto.

### Settireme
Plinio il Vecchio attribuì la creazione delle settireme (in latino septiremis; in greco ἑπτήρης?, heptērēs) ad Alessandro Magno. Curzio lo conferma e riferisce che il re diede ordine di tagliare il legno, per 700 settireme, dal Monte Libano, da utilizzare nelle sue previste circumnavigazioni della penisola arabica e dell'Africa. Alla Battaglia di Salamina Demetrio I Poliorcete aveva sette di queste navi, costruite in Fenicia, e successivamente Tolomeo II ne aveva 36. Anche Pirro, a quanto pare, aveva almeno una "sette", che fu catturata dai Cartaginesi e alla fine persa a Mylae.
Presumibilmente, le septireme erano state realizzate aggiungendo un vogatore in piedi al livello inferiore dell'esareme.

### Ottireme

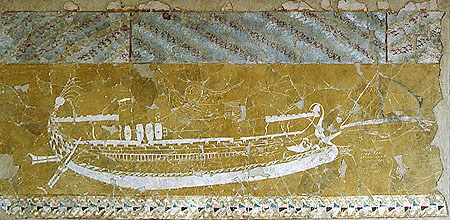
Graffiti dalla colonia greca di Nymphaion in Crimea, raffigurante una polireme pesante del III secolo a.C., con castelli di prua e di poppa.

Molto poco si si conosce delle octareme (in greco ὀκτήρης?, oktērēs). Almeno due erano nella flotta di Filippo V di Macedonia alla Battaglia di Chio nel 201 a.C. dove furono speronate nella prua. La loro ultima apparizione fu ad Azio, dove Plutarco dice che Marco Antonio aveva molte "otto". Sulla base delle testimonianze di Paolo Orosio le navi più grandi della flotta di Antonio erano alte solo quanto le quinquereme (il loro ponte si trovava a circa 3 metri sopra l'acqua). Si presume che le "otto", così come le "nove" e le "dieci", avessero due livelli di rematori.
Una "otto" eccezionalmente grande, la Leontophoros, secondo Memnone di Eraclea era stata costruita da Lisimaco, uno dei Diadochi. Era riccamente decorata, richiedeva 1.600 rematori (8 file di 100 per lato) e poteva trasportare 1.200 marinai. Sorprendentemente, per una nave delle sue dimensioni, le prestazioni in mare erano, secondo quanto riferito, molto buone.

### Novireme
La novireme (in greco ἐννήρης?) viene citata per la prima volta nel 315 a.C., quando tre di esse furono incluse nella flotta di Antigono I Monoftalmo. La presenza di "nove" nella flotta di Antonio ad Azio è registrata da Floro e Cassio Dione, sebbene Plutarco faccia esplicita menzione solo di "otto" e "dieci". Il sistema di remi potrebbe essere stato una modifica della quadrireme, con due squadre di cinque e quattro rematori.

### Decireme
Come le settereme, le (in greco δεκήρης?, dekērēs) vengono attribuite da Plinio ad Alessandro Magno, ed erano presenti, a fianco delle "nove", nella flotta di Antigono I Monoftalmo nel 315 a.C. In effetti, è molto probabile che le "dieci" fossero derivate dall'aggiunta di un altro rematore alle "nove". Una "dieci" è menzionata come l'ammiraglia di Filippo V a Chios nel 201 a.C., e la sua ultima apparizione avvenne ad Azio, dove erano le navi più pesanti di Antonio.

### Polireme

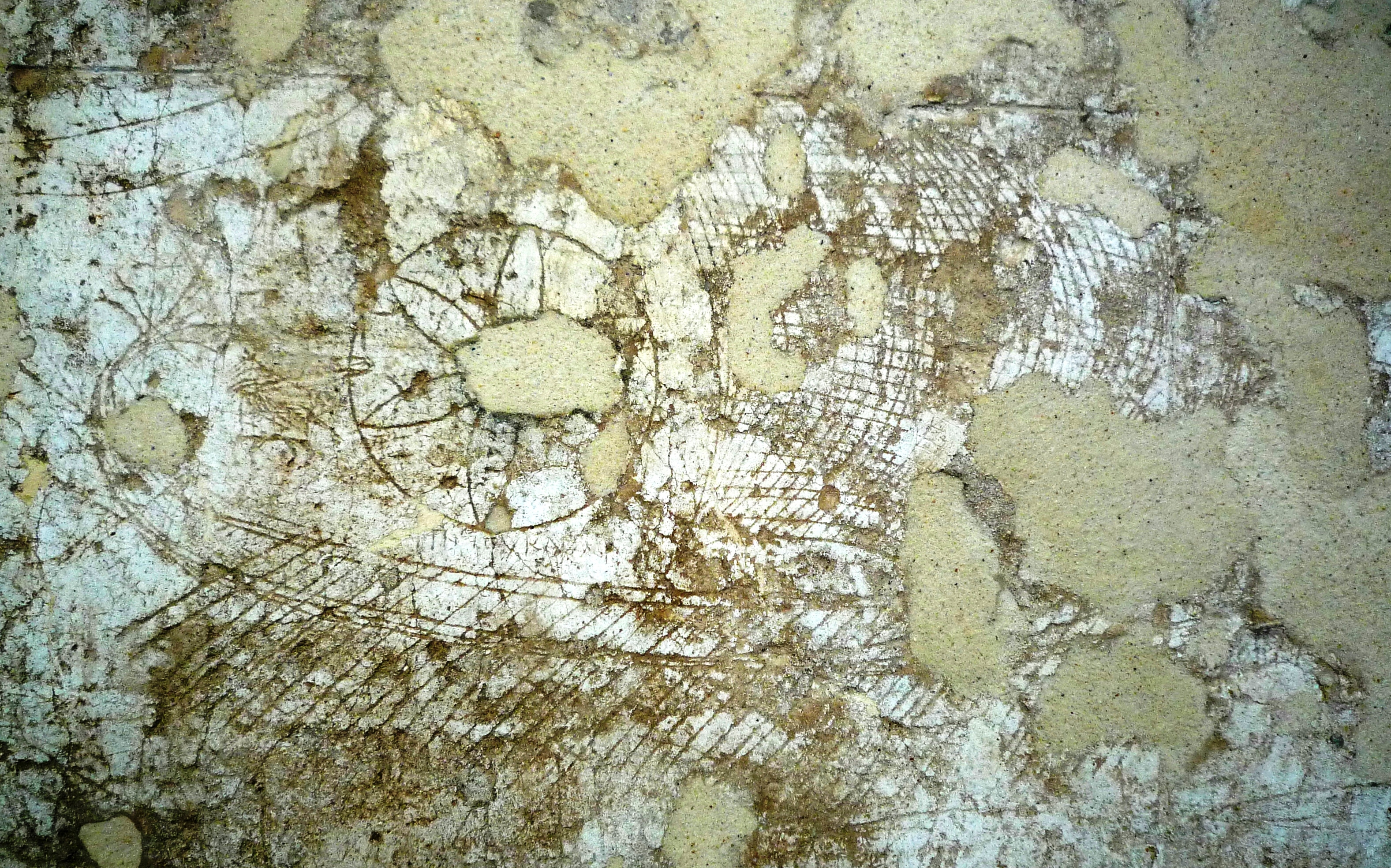
Questo graffito rappresenta forse una nave polireme molto grande, in quanto mostra 50 remi su un lato. Fu copiata per la prima volta dal capitano Carlini negli anni '30 ed è ora conservata al Museo archeologico di Delo dove questa foto è stata scattata nel 2015.

La tendenza a costruire navi sempre più grandi, apparsa negli ultimi decenni del IV secolo a.C., non si fermò alle "dieci". Demetrio I Poliorcete costruì "undici", "tredici", "quattordici", "quindici" e "sedici", e suo figlio, Antigono II Gonata aveva un "diciotto", mentre la marina di Tolomeo II schierava 14 "undici", 2 "dodici", 4 "tredici" e persino un "venti" e due "trenta". Alla fine, Tolomeo IV costruì un "quaranta" (tessarakonteres) lunga 130 metri, che richiedeva 4.000 rematori e altri 400 membri dell'equipaggio, e poteva trasportare una forza di 2.850 marinai sui suoi ponti. Tuttavia, le "dieci" sembrano essere state le più grandi usate in battaglia.
Le polireme più grandi erano probabilmente dei catamarani a doppio scafo. È stato suggerito che, ad eccezione delle "quaranta", queste navi dovevano avere file di rematori su due livelli.

## Navi leggere
Durante questo periodo furono usati diversi tipi di navi veloci, quelle che succedettero ai triacontori del VI e V secolo a.C. (τριακόντοροι, triakontoroi, "trenta rematori") e pentecontere (πεντηκόντοροι, pentēkontoroi, "cinquanta rematori"). Il loro uso principale era nella pirateria e nell'esplorazione, ma ebbero anche il loro posto nella linea di battaglia.

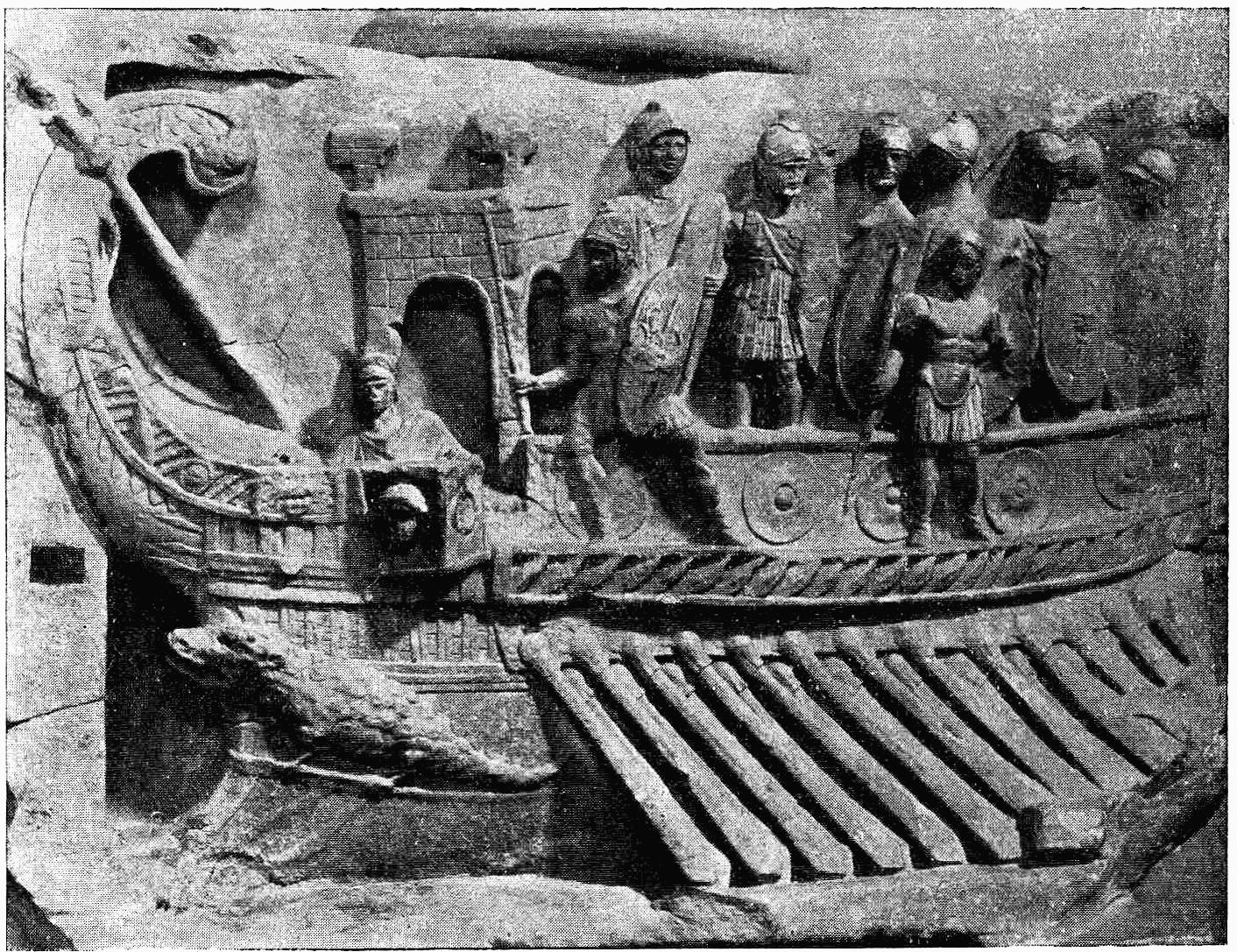
Una bireme romana rappresentata in un bassorilievo dal tempio di Fortuna Primigenia a Praeneste), costruita intorno al 120 a.C.; esposta nel Museo Pio-Clementino nei Musei Vaticani.

### Lembo
Il termine lembos (in greco λέμβος?, in latino lembus) è usato genericamente per barche o navi leggere, e più specificamente per una nave da guerra leggera, più comunemente associato alle navi usate dalle tribù illiriche, principalmente per la pirateria, nell'area della Dalmazia. Questo tipo di nave fu adottato anche da Filippo V di Macedonia, e subito dopo dai Seleucidi, da Roma e persino dallo Spartano re Nabis nel suo tentativo di ricostruire la marina spartana.
Negli scritti contemporanei, il nome era associato a una classe piuttosto che a un tipo specifico di navi, poiché è evidente una notevole variazione nelle fonti: il numero dei remi variava da 16 a 50, potevano essere a una o doppia sponda, e alcuni tipi non avevano un ariete, presumibilmente usati come corrieri e navi da carico veloci.

### Hemiolia
La hemiolia o hemiolos (in greco ἡμιολία [ναῦς]? o ἡμίολος [λέμβος]) era una nave da guerra leggera e veloce che apparve all'inizio del IV secolo a.C. Era particolarmente preferita dai pirati nel Mediterraneo orientale, ma utilizzata anche da Alessandro Magno per quanto riguarda i fiumi Indo e Jhelum, e dai romani come trasporto di truppe. È davvero molto probabile che sia stata inventata dai pirati, probabilmente in Caria. Il suo nome deriva dal fatto che era presidiata da una fila e mezza di rematori su ogni lato, con la mezza fila aggiuntiva posta al centro della barca, dove lo scafo era sufficientemente largo per accoglierli. Così queste navi avevano guadagnato forza motrice senza aumentare in modo significativo il loro peso. Poco si sa delle sue caratteristiche, ma Arriano, basandosi su Tolomeo I, le include tra i triacontori. Questo probabilmente indica che avevano 15 remi su ciascun lato, con una fila completa di dieci e mezza di cinque, quest'ultima possibilmente a doppio equipaggio con i remi centrali invece di una serie separata di remi. Dati i loro scafi più leggeri, la maggiore lunghezza e il profilo generalmente più snello, le hemiolia avrebbero avuto un vantaggio in velocità anche su altre navi da guerra leggere come la liburna.

### Trihemiolia

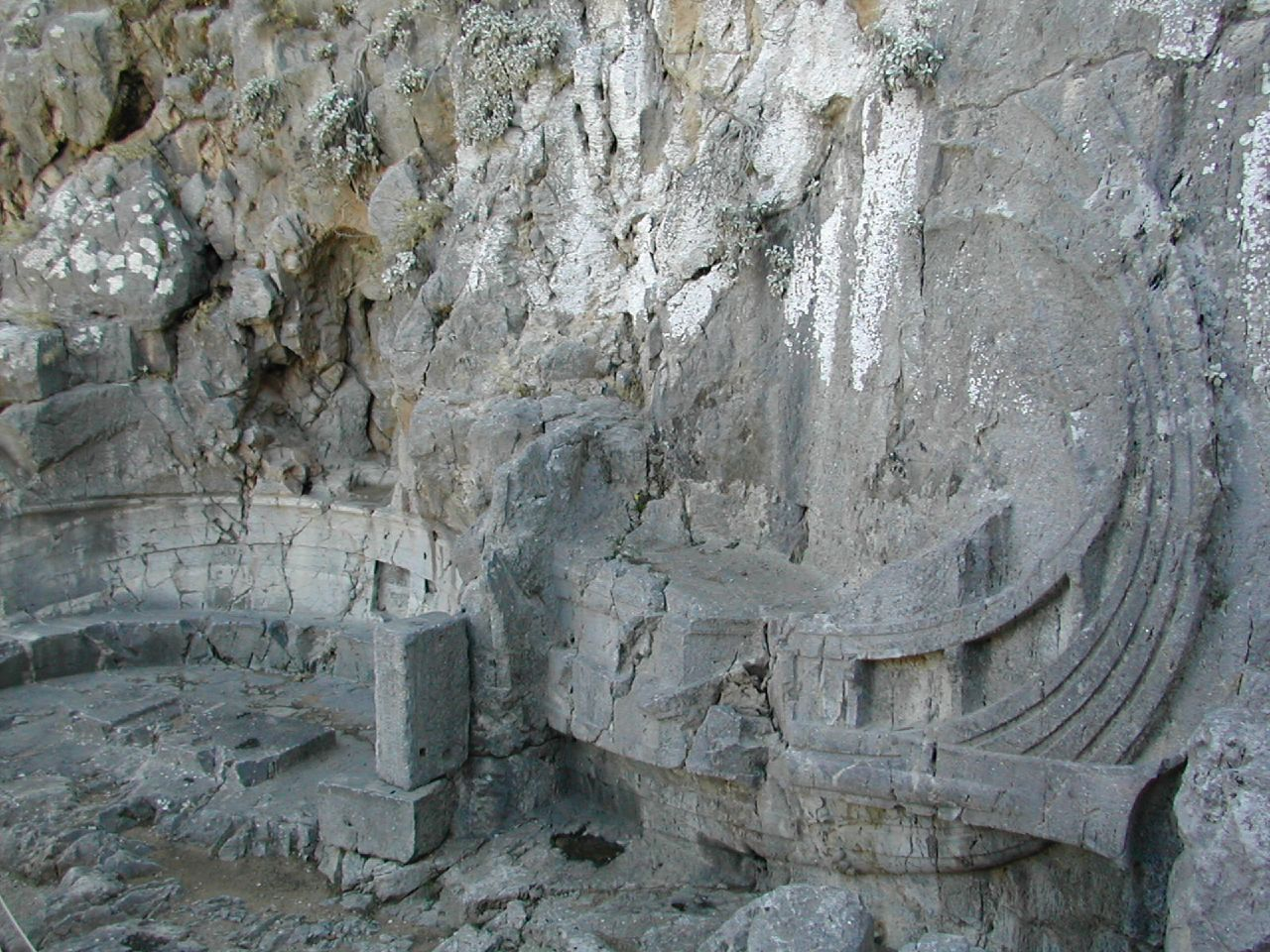
Rilievo di una galea di Rodi, molto probabilmente una trihemiolia, scolpita nella roccia sotto l'acropoli di Lindos.

La trihemiolia (in greco τριημιολία [ναῦς]?) si trova citata per la prima volta all'Assedio di Rodi da parte di Demetrio Poliorcete nel 304 a.C., dove uno squadrone di trihemioliai venne inviato come predoni. Era uno dei principali vascelli della marina di Rodi, ed è molto probabile che sia stato inventato anche lì, per contrastare la veloce "hemioliai" dei pirati. Così grande era l'attaccamento di Rodi a questo tipo di vascello, che ancora dopo un secolo che la loro flotta era stata abolita da Gaio Cassio Longino, nel 46 a.C., ne mantennero alcune come navi cerimoniali.
Era classificata con la trireme e aveva due file e mezzo di rematori su ciascun lato. A giudicare dal rilievo di Lindos e dalla famosa Nike di Samotracia, si pensa che entrambi rappresentino una trihemioliai, con due file superiori e la mezza fila situata sotto di esse nella classica posizione "thalamitai" della trireme. Il rilievo di Lindos include anche un elenco degli equipaggi di due trihemioliai, permettendoci di dedurre che ciascuno fosse composto da 144 uomini, 120 dei quali rematori. La ricostruzione basata sulle sculture di cui sopra mostra che la nave era relativamente bassa, con una sovrastruttura inscatolata, un dislocamento di 40 tonnellate e in grado di raggiungere velocità paragonabili a quelle di una trireme completa. La trihemiolia fu un progetto di grande successo, e venne adottata dalle marine di Egitto tolemaico e Atene, tra gli altri. Nonostante fosse classificata come nave da guerra più leggera, a volte veniva impiegata in un ruolo di prima linea, per esempio nella Battaglia di Chios.

### Liburna

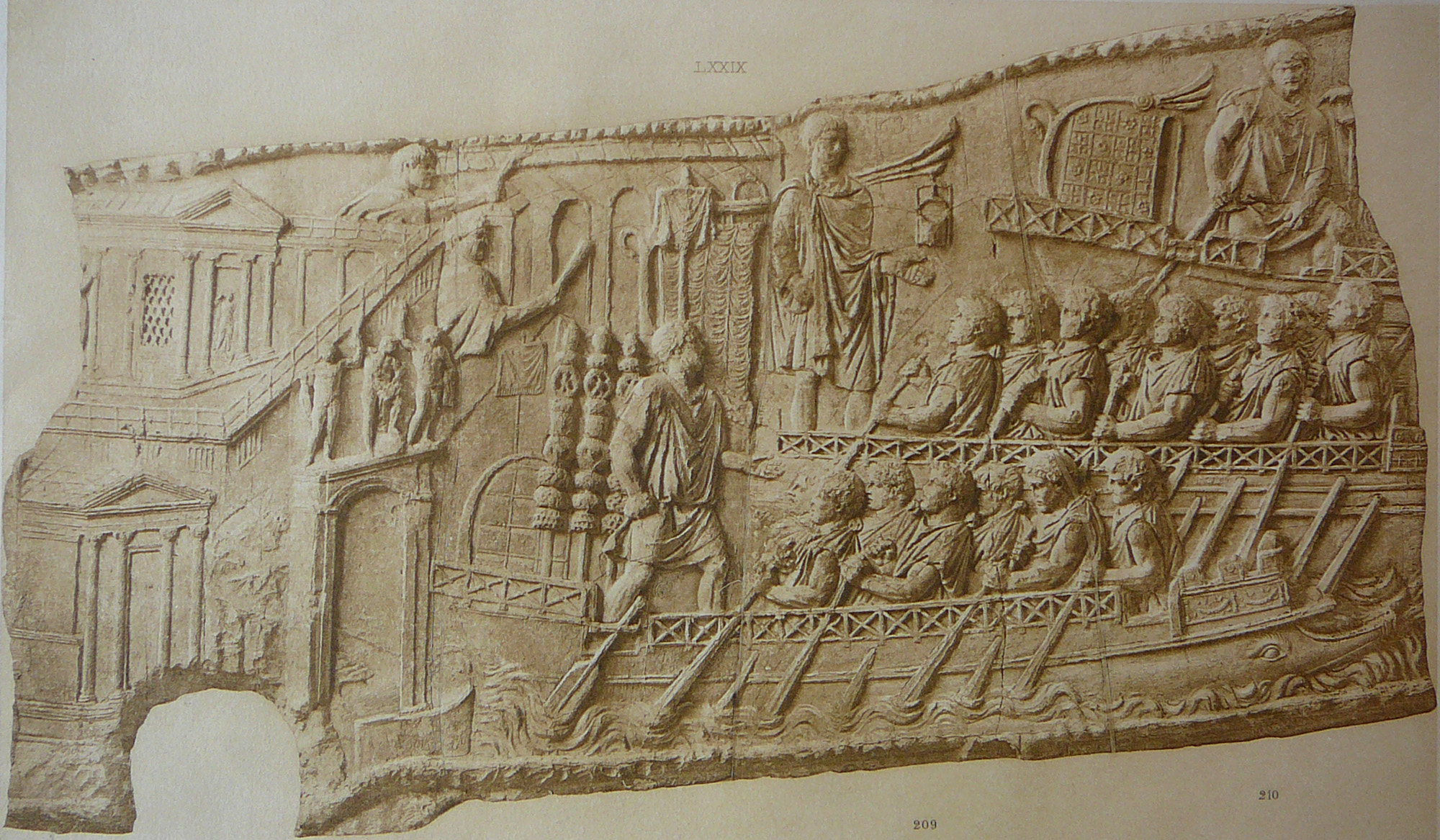
Biremi romana, probabilmente una liburna, della flotta del Danubio nella Conquista della Dacia.

La liburna (in latino liburna, in greco λιβυρνίς?, libyrnis) era una variante della lembos inventata dalla tribù dei Liburni. Inizialmente utilizzata per la pirateria e l'esplorazione, questa nave leggera e veloce fu adottata dai Romani durante le guerre illiriche, e alla fine divenne il pilastro delle flotte dell'Impero romano dopo Azio, soppiantando le navi più pesanti. Soprattutto le flotte provinciali romane erano composte quasi esclusivamente da liburne. Tito Livio, Marco Anneo Lucano e Appiano descrivono tutti la liburna come una biremi; si trattava di navi completamente addobbate (catafratte), con una prua acutamente appuntita, con una forma più aerodinamica progettata per una maggiore velocità. In termini di velocità, la liburna era probabilmente notevolmente più lenta di una trireme, ma alla pari con una "cinque".

## Armamento e tattiche
Era avvenuto un cambiamento nella tecnologia del conflitto per consentire la creazione di questi giganti dei mari, poiché lo sviluppo delle catapulte aveva neutralizzato la potenza dell'ariete e la velocità e la manovrabilità non erano più importanti come prima. Era facile montare le catapulte sulle galee; Alessandro Magno le aveva usate con notevole successo quando assediò  Tiro dal mare nel 332 a.C. Le catapulte non miravano ad affondare le galee nemiche, ma piuttosto a ferire o uccidere i vogatori (poiché un numero significativo di vogatori fuori combattimento, su entrambi i lati, avrebbe ridotto le prestazioni dell'intera nave e avrebbe impedito al suo ariete di essere efficace). Ora il combattimento in mare tornava all'abbordaggio e al combattimento che era stato prima dello sviluppo dell'ariete, e le galee più grandi potevano trasportare più soldati.
Alcune delle galee successive erano di dimensioni mostruose, con remi lunghi fino a 17 metri ciascuno trainate da ben otto banchi di vogatori. Con così tanti rematori, se uno di loro veniva ucciso da un colpo di catapulta, gli altri potevano continuare e non interrompere il colpo. Il rematore più interno di una simile galea doveva fare un passo avanti e indietro, di qualche passo, a ogni colpo.